# Massaga
Massaga là một chi bướm đêm thuộc họ Noctuidae.

## Loài
- Massaga angustifascia Rothschild, 1896
- Massaga hesparia Cramer, [1775]
- Massaga maritona Butler, 1868
- Massaga monteirona Butler, 1874
- Massaga noncoba Kiriakoff, 1974
- Massaga tenuifascia Hampson, 1901
- Massaga xenia Jordan, 1913

## Hình ảnh

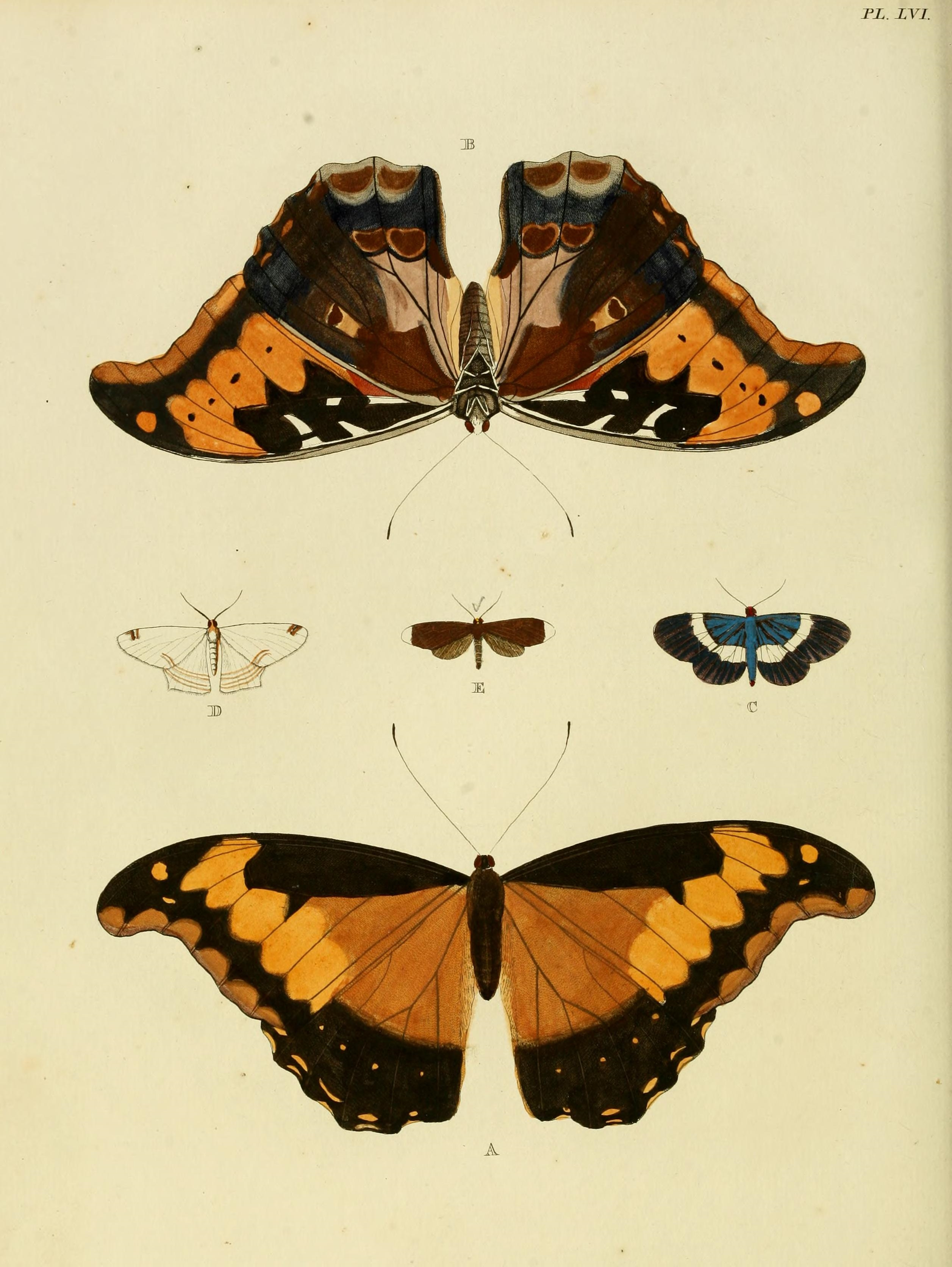